# Sciabola d'abbordaggio
La sciabola d'abbordaggio è un'arma bianca costituita da una sciabola corta e larga, ovvero da una spada da taglio, con lama dritta o leggermente ricurva, ed un'elsa spesso dotata di guardia a coppa piena, oppure in guisa di cesto.

## Etimologia:Cutlass
Possono risultare interessanti alcune osservazioni etimologiche circa la denominazione inglese dell'oggetto, cutlass, parola invalsa nella lingua inglese sin dal 1594. Sembra infatti che essa derivi dall'italiano coltellaccio — termine che a sua volta designava una corta spada a lama larga, in voga in Italia nel secolo XVI — attraverso il francese coutelas o coutelace, una forma di coutel, in lingua moderna couteau, ossia coltello, dal basso latino cultellus, diminutivo di culter, che poteva significare "aratro" o "strumento da taglio". Un soldato equipaggiato con tale arma veniva chiamato coutillier.
In inglese il vocabolo si evolse in due forme, prodromiche al lemma odierno: curtelace con una "r" che ha preso il posto della "l" del nome latino, o comunque è una variante della variante; ed anche curtelaxe, spesso con l'ortografia curtal axe, in cui il (supposto) prefisso curtal è stato equivocato con varie parole inglesi di origine latina (e scaturenti da curtus), ossia curtan, curtal e curtail, tutte significanti "accorciato"; questa erronea derivazione fece supporre un'attinenza a qualche forma inesistente di alabarda. Ad ogni modo, tutte queste parole identificano una corta spada da taglio.

## Storia ed uso

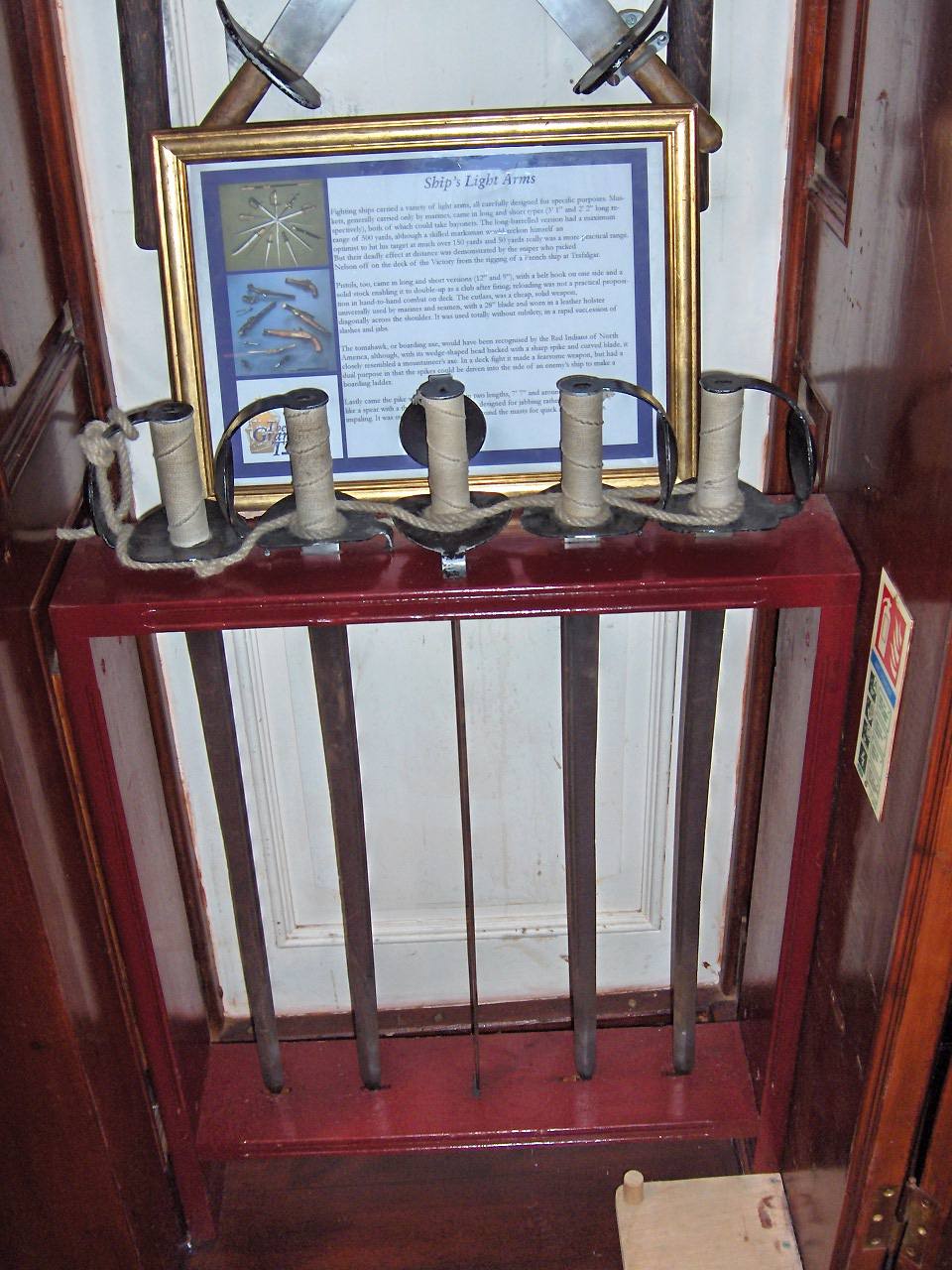
Sciabole d'abbordaggio sulla fregata Grand Turk

La sciabola d'abbordaggio è conosciuta soprattutto come arma da fianco d'elezione dei marinai, verosimilmente anche perché era sufficientemente robusta per penetrare fra corde, tela e legno. Era anche abbastanza corta da risultare pratica nei combattimenti relativamente ravvicinati, come nelle azioni di abbordaggio, fra le alberature, o sotto i ponti (delle navi). Un altro punto di forza era la semplicità d'uso: aveva bisogno di minor addestramento rispetto al fioretto o allo spadino, riuscendo d'altro canto più efficace come arma da combattimento rispetto alla spada di dimensioni ordinarie (a causa della ristrettezza degli spazi nelle condizioni tipiche d'impiego, cui abbiamo appena accennato).
Era pure utilizzata in terraferma, specie dai cavalieri mamelucchi, poiché la sua lama curva la rendeva utile nella tecnica a fendenti. In tempo di pace, l'Impero ottomano non distribuiva armi ai suoi uomini, ed i giannizzeri in servizio nella capitale erano muniti solo di mazze; era loro proibito di portare ogni arma, salvo una sciabola d'abbordaggio. Si derogava alla regola solo nei posti di frontiera.
Nelle realtà rurali, un utensile simile alla sciabola d'abbordaggio era usato (oltre che come arma di circostanza) come attrezzo agricolo (si confronti con il machete, per cui valgono considerazioni analoghe), specie nella foresta pluviale e nelle aree di produzione della canna da zucchero, come Caraibi ed America Centrale. Boscaioli e soldati nel XVII secolo e nel diciottesimo usavano una simile lama corta ad un taglio, detta hanger.
Le sciabole d'abbordaggio sono famose in quanto usate dai pirati, ma non vi è ragione per confermare la diceria secondo cui sarebbero state inventate dai bucanieri. È comunque ben documentato l'uso di questo strumento ad opera di pirati, soprattutto dagli equipaggi di William Fly, William Kidd, e Stede Bonnet. Alexandre Exquemelin racconta che il bucaniere Francesco Nau detto l'Olonese utilizzasse una sciabola d'abbordaggio già nel 1667. I pirati usavano quest'arma anche come mezzo di pressione psicologica, poiché spesso era sufficiente che la impugnassero per indurre l'equipaggio della "nave preda" ad arrendersi; inoltre solevano adoperarla per assestare piattonate ai prigionieri al fine di renderli più collaborativi quando li interrogavano.

## Tempi moderni

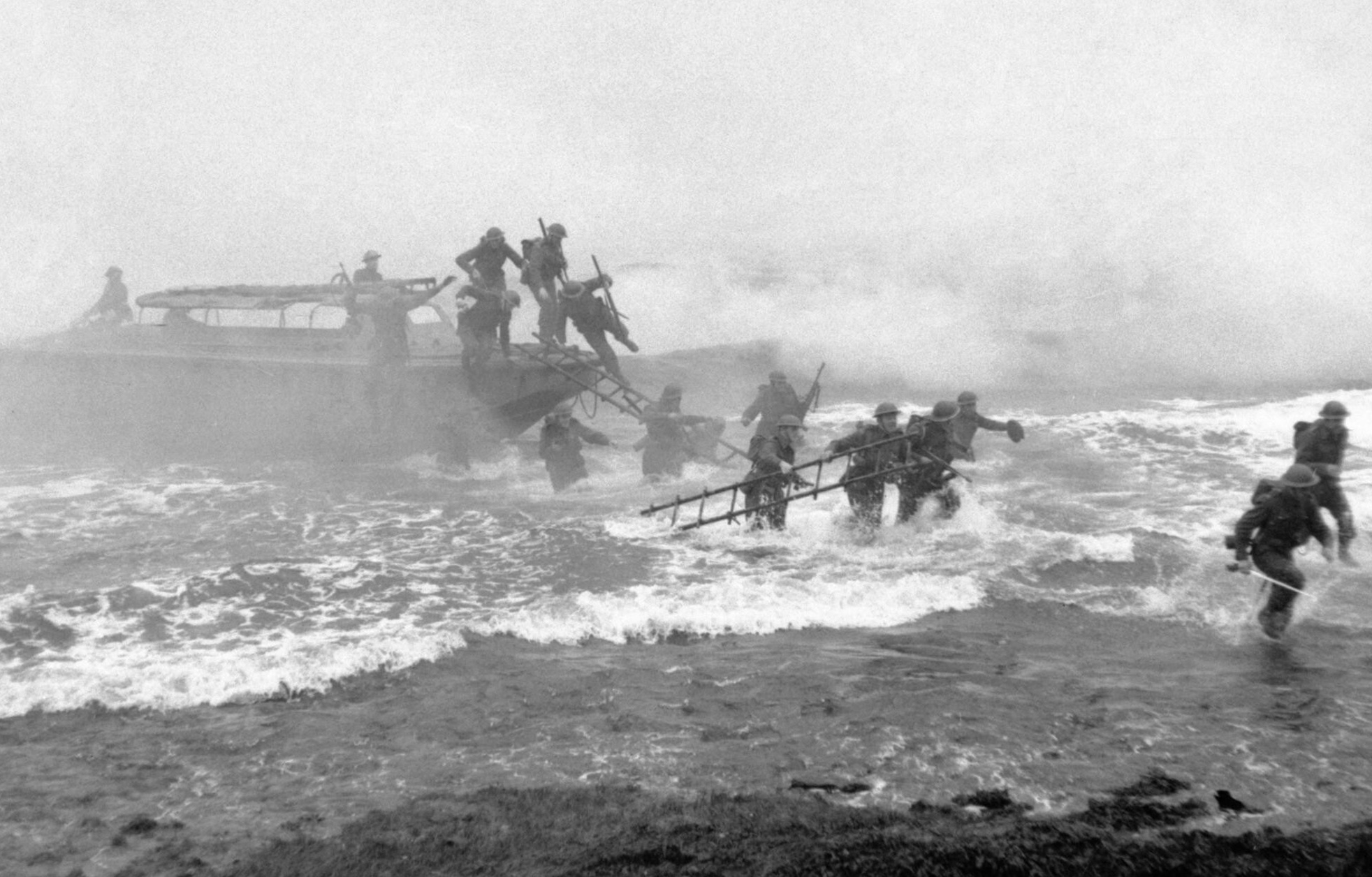
Seconda guerra mondiale. Il maggiore Jack Churchill (all'estrema destra nella foto) guida un'esercitazione impugnando, come sempre faceva, la sua spada.

Nel 1936, la Royal Navy annunciò che da quel momento la sciabola d'abbordaggio sarebbe stata mantenuta esclusivamente quale arma da parata, ma non sarebbe più stata utilizzata negli sbarchi.
L'arma in questione rimase invece formalmente un pezzo in dotazione ufficiale nella US Navy fino al 1949, ancorché negletta sul piano addestrativo sin dagli anni trenta. Il modello più recente fra quelli adottati nell'ordinanza fu il Model 1917, tuttavia gli esemplari fabbricati durante la Seconda guerra mondiale venivano chiamati Model 1941, pur presentando trascurabili differenze dal tipo 1917.
Si dice che nella battaglia di Incheon, durante la Guerra di Corea, un sottufficiale dei marines del ruolo tecnico abbia ucciso un nemico con una sciabola Model 1941.
La sciabola d'abbordaggio fa ancora parte dell'uniforme del Chief Petty Officer, il sottufficiale istruttore presso lo US Navy Recruit Training Command.